# Sphaleroptera
Sphaleroptera alpicolana là một bướm đêm species belonging to the phân họ Tortricinae trong họ Tortricidae.